# Lori de Mindanao
El lori de Mindanao (Trichoglossus johnstoniae) és una espècie d'ocell de la família dels psitàcids que habita la selva humida de les muntanyes del sud de Mindanao, a les Filipines.